# Mosoni-Duna
Mosoni-Duna (ungerska) eller Mošonský Dunaj (slovakiska) är ett vattendrag i sydvästra Slovakien och nordvästra Ungern, en sidoarm till Donau.